# Tækning, Overby Lyng, Odden
|  | Denne artikel er oprettet af botten Steenthbot ud fra en ekstern database. Den kan derfor have sproglige fejl eller mangler. Denne skabelon kan fjernes efter kontrol af indholdet. |

Tækning, Overby Lyng, Odden er en dansk dokumentarisk optagelse fra 1931.

## Handling
Mand tækker taget på en gård i Overby Lyng ved Sjællands Odde.